# Nicholas Belkin

Nicholas J. Belkin (1942) es un informatólogo estadounidense. Sus aportes en el campo de la Información y Documentación se centra en Recuperación de información, la interacción usuario-ordenador y las interfaces. También ha experimentado con bibliotecas digitales.

## Biografía
Nicholas Belkin estudió Filología eslava en la Universidad de Washington, licenciándose en 1968. Se diplomó en la misma facultad en Biblioteconomía 2 años después (1970), y leyó su tesis doctoral en 1977 en la Universidad de Londres. Trabajó en el departamento de Ciencia de la Información de esta universidad desde 1975 hasta 1985. Ese año, ficha por la Facultad de Comunicación e Información de la Universidad de Rutgers (EE. UU.).
Ha sido profesor visitante de la Universidad Western Ontario (Canadá) y la Universidad Libre de Berlín. Ha sido investigador huésped de la Universidad Nacional de Singapur en 1996. Ha dado más de 200 conferencias alrededor del mundo.
Ha sido presidente de Association for Computing Machinery SIGIR (Grupo de Interés Especial en Recuperación de Información) durante el periodo 1995-1999, y presidente de la American Society of Information Science and Technology (ASIST) en 2005.
Nicholas Belkin ha pertenecido a numerosos consejos editores de numerosas revistas científicas, entre las más prestigiosas están Information Processing and Management e Information Retrieval.

## Obra
Nicholas Belkin ha abordado la recuperación de información desde los llamados modelos cognitivos, es decir, aquellos centrados en los usuarios que acceden a los sistemas documentales. Belkin abordó sus investigaciones desde 3 líneas básicas:
- 1.- Estudios empíricos sobre el comportamiento del usuario que busca información.
- 2.- La creación de modelos de sistemas expertos.
- 3.- Diseño de interfaces amigables para el usuario.

En 1977, Belkin leyó su tesis donde desarrolla una nueva teoría del concepto información documental. Esta, sería una estructura que permitiría al usuario la transformación de su estado anómalo de conocimiento (Anomalous State of Knowledge o ASK), cuando la necesidad de información es satisfecha, produciéndose una adecuada conexión entre los dos extremos del proceso documental: el productor y el receptor o usuario.
Para Belkin, el fin hacia el que trabaja la Documentación es hacer posible esta cominicación efectiva, lo que implicaría el estudio de la información documental en los sistemas de comunicación humana y cognitiva, la relación entre dicha información y su productor, la relación entre información y usuario, da la idea de la información solicitada y de la efectividad entre información y documento y de su proceso de transmisión.
Belkin concluye que el concepto de información documental es la combinación de un sistema de comunicación cognitiva, una representación estructural del conocimiento, la puesta en marcha del proyecto via usuario cuando reconoce la necesidad de información (ASK9, el significado del texto (mensaje) y el interés por resolver el problema de la ciencia de la información. Esta teoría también ha sido desarrollada por Oddy y Brooks.
Nicholas Belkin propuso un novedoso modelo cognitivo de recuperación de información, denominado como episódico. En él, Belkin define un conjunto de interacciones que se producen entre el usuario y el sistema durante la consulta para conceptuar, etiquetar y transcribir la necesidad de información, así como emitir juicios de relevancia sobre uno o varios documentos. Los componentes serían los mismos que se utilizan en el modelo tradicional: navegación (browsing), consulta (querying), visualización, indización, representación y equiparación.
Este modelo presta muy poca atención a la estructura de los documentos y su recuperación, porque se centra en el estado anómalo del conocimiento del individuo, como representarlo, como recuperarlo, por lo que se basa en el almacenamiento, la recuperación y la interacción de la estrategia de búsqueda.

## Premios y obras publicadas
Nicholas Belkin ha sido premiado en numerosas ocasiones, obteniendo en 2003 en Premio ASIST al Mérito Académico, y el Premio Gerard Salton en 2015.
Belkin ha publicado numerosos artículos en las revistas más prestigiosas del campor de la Información y Documentación, algunos premiados por la ASIST. También es autor del libro: Interaction in Information Systems: A Review of Research from Document Retrieval to Knowledge-
Based Systems (1985) en coautoría con Alina Vickery.